# Елдер Лопеш (тенісист)
Елдер Лопеш (порт. Hélder Lopes; нар. 7 серпня 1977) — колишній португальський тенісист.
Найвищу одиночну позицію світового рейтингу — 455 місце досяг 4 серпня 2003, парну — 373 місце — 4 листопада 2002 року.

## Фінали за кар'єру

### Цикл турнірів ITF

#### Одиночний розряд: 4 (1–3)
| Категорія      |
| -------------- |
| Ф'ючерс (0–2)  |
| Сателіти (1–1) |

| Покриття                       |
| ------------------------------ |
| Корт з твердим покриттям (0–1) |
| Ґрунтовий корт (1–2)           |
| Трава (0–0)                    |
| Килим (0–0)                    |

| Setting              |
| -------------------- |
| Відкритий корт (1–3) |
| Тенісний корт (0–0)  |

| Результат | Дата                      | Категорія | Турнір                 | Покриття | Суперник           | Рахунок            |
| --------- | ------------------------- | --------- | ---------------------- | -------- | ------------------ | ------------------ |
| Поразка   | 1 – 28 жовтня 2001        | Сателіти  | Ешпіню, Португалія 3   | Тверде   | Домінік Коен       | 6–7(7–9), 4–6      |
| Перемога  | 15 липня – 11 серпня 2002 | Сателіти  | Мірамар, Португалія 2  | Ґрунт    | Рауль Морант-Рівас | 7–6(7–4), 7–6(7–5) |
| Поразка   | 9 лютого 2003             | Ф'ючерс   | Ешпіню, Португалія F1  | Тверде   | Майк Шайдвайлер    | 6–7(6–8), 4–6      |
| Поразка   | 22 червня 2003            | Ф'ючерс   | Лісабон, Португалія F9 | Ґрунт    | Ніколас Альмагро   | 4–6, 6–4, 3–6      |

#### Парний розряд: 8 (4–4)
| Легенда        |
| -------------- |
| Ф'ючерс (0–1)  |
| Сателіти (4–3) |

| Титули за покриттям            |
| ------------------------------ |
| Корт з твердим покриттям (0–2) |
| Ґрунтовий корт (4–2)           |
| Трава (0–0)                    |
| Килим (0–0)                    |

| Титули за типом корту |
| --------------------- |
| Відкритий корт (4–4)  |
| Тенісний корт (0–0)   |

| Результат | Дата                          | Категорія | Турнір                  | Покриття | Партнер            | Суперники                                       | Рахунок                 |
| --------- | ----------------------------- | --------- | ----------------------- | -------- | ------------------ | ----------------------------------------------- | ----------------------- |
| Перемога  | 22 листопада – 21 грудня 1997 | Сателіти  | Портіман, Португалія 5  | Ґрунт    | Нуно Маркес        | Бенуа Кареллі Меріде Загіровіч                  | 6–2, 6–3                |
| Поразка   | 14 лютого – 12 березня 2000   | Сателіти  | Четумаль, Мексика       | Тверде   | Антоніу ван Ґрікен | Рафаел де Меса Луїс Урібе                       | 4–6, 3–6                |
| Поразка   | 2 – 28 липня 2001             | Сателіти  | Ешпіню, Португалія 2    | Ґрунт    | Бернардо Мота      | Жан-Мішель Пекері Ґреґорі Зав'ялофф             | 6–4, 2–6, 6–7(5–7)      |
| Перемога  | 22 жовтня – 25 листопада 2001 | Сателіти  | Албуфейра, Португалія 4 | Ґрунт    | Бернардо Мота      | Pedro Pereira Рогір Вассен                      | 6–2, 6–3                |
| Перемога  | 29 квітня – 26 травня 2002    | Сателіти  | Ешпіню, Португалія 1    | Ґрунт    | Леонардо Аццаро    | Іверсон Баррос Лукас Енжіл                      | 6–3, 6–2                |
| Перемога  | 29 квітня – 26 травня 2002    | Сателіти  | Ешпіню, Португалія 1    | Ґрунт    | Леонардо Аццаро    | Бернардо Мота Франсіску Невеш                   | 7–6(7–4), 6–7(4–7), 6–3 |
| Поразка   | 15 липня – 11 серпня 2002     | Сателіти  | Мірамар, Португалія 2   | Ґрунт    | Андре Лопеш        | Гільєрмо Каррі Алехандро Поберай                | 2–6, 6–3, 3–6           |
| Поразка   | 10 – 16 березня 2003          | Ф'ючерс   | Фару, Португалія F5     | Тверде   | Бернардо Мота      | Гільєрмо Гарсія-Лопес Сантьяго Вентура Бертомеу | 6–7(4–7), 7–6(8–6), 4–6 |

## Особисті матчі проти гравців першої 20-ки
Виграші й програші Лопеша в матчах з гравцями, що за свою кар'єру потрапляли до першої 20-ки рейтингу.
| Суперник       | Найвищий рейтинг | Матчі | Виграші | Поразки | % перемог | Останній матч                                 | Пос                                           |
| -------------- | ---------------- | ----- | ------- | ------- | --------- | --------------------------------------------- | --------------------------------------------- |
| Яркко Ніємінен | 13               | 1     | 0       | 1       | 0%        | Поразка (6–4, 1–6, 1–6) на Estoril Open 2003  | [ 1 ] [ 2 ]                                   |
| Максим Мирний  | 18               | 1     | 0       | 1       | 0%        | Поразка (3–6, 3–6, 4–6) на Кубку Девіса 2002  | [ 3 ] [ 4 ]                                   |
| Всього         | Всього           | 2     | 0       | 2       | 0%        | Статистика актуальна станом на 10 квітня 2017 | Статистика актуальна станом на 10 квітня 2017 |

## Гра за національну збірну

### Кубок Девіса (2–4)
Лопеш зіграв у 6 матчах за збірну Португалії в Кубку Девіса в 2002 і 2003 роках. Він виграв 2 і програв 3 матчі в одиночному розряді й програв 1 матч - у парному (2–4 загалом).
| Участь у матчах груп |
| -------------------- |
| Світова група (0–0)  |
| Плей-оф СГ (0–0)     |
| Група I (1–3)        |
| Група II (1–1)       |
| Група III (0–0)      |
| Група IV (0–0)       |

| Матчів за покриттям |
| ------------------- |
| Тверде (0–2)        |
| Ґрунт (1–0)         |
| Трава (0–0)         |
| Килим (1–2)         |

| Матчів за розрядом     |
| ---------------------- |
| Одиночний розряд (2–3) |
| Парний розряд (0–1)    |

| Матчів за типом корту |
| --------------------- |
| Закритий корт (1–3)   |
| Відкритий корт (1–1)  |

| Матчів за місцем проведення |
| --------------------------- |
| Португалія (1–0)            |
| За кордоном (1–4)           |

- ▲ ▼ позначає результат матчу на Кубок Девіса, після чого вказано дату, місце проведення і тип покриття тенісного корту.

| Rubber result | Rubber                                                                                        | Тип матчу (партнер, якщо є)                                                                   | Країна-суперниця                                                                              | Гравець(вці)-суперник(и)                                                                      | Рахунок                                                                                       |
| ▼0–5; 8–10 лютого 2002; Хараре, Зімбабве; Перший раунд Групи I зони Європа/Африка; тверде (з)                                           | ▼0–5; 8–10 лютого 2002; Хараре, Зімбабве; Перший раунд Групи I зони Європа/Африка; тверде (з) | ▼0–5; 8–10 лютого 2002; Хараре, Зімбабве; Перший раунд Групи I зони Європа/Африка; тверде (з) | ▼0–5; 8–10 лютого 2002; Хараре, Зімбабве; Перший раунд Групи I зони Європа/Африка; тверде (з) | ▼0–5; 8–10 лютого 2002; Хараре, Зімбабве; Перший раунд Групи I зони Європа/Африка; тверде (з) | ▼0–5; 8–10 лютого 2002; Хараре, Зімбабве; Перший раунд Групи I зони Європа/Африка; тверде (з) |
| --- | --------------------------------------------------------------------------------------------- | --------------------------------------------------------------------------------------------- | --------------------------------------------------------------------------------------------- | --------------------------------------------------------------------------------------------- | --------------------------------------------------------------------------------------------- |
| Поразка | IV                                                                                            | Одиночний розряд (Матч без турнірного значення)                                               | Зімбабве                                                                                      | Вейн Блек                                                                                     | 6–7(5–7), 3–6                                                                                 |
| ▼1–4; 12–14 липня 2002; Olympic Training Centre, Мінськ, Білорусь; Перший раунд плей-оф на вибуття Групи I зони Європа/Африка; Килим(i) |                                                                                               |                                                                                               |                                                                                               |                                                                                               |                                                                                               |
| Поразка | II                                                                                            | Одиночний розряд                                                                              | Білорусь                                                                                      | Максим Мирний                                                                                 | 3–6, 3–6, 4–6                                                                                 |
| Перемога | IV                                                                                            | Одиночний розряд (Матч без турнірного значення)                                               | Білорусь                                                                                      | Alexander Skrypko                                                                             | 2–6, 6–3, 6–4                                                                                 |
| ▼1–4; 20–22 вересня 2002; Follonica T.C., Фоллоніка, Італія; Другий раунд плей-оф на вибуття Групи I зони Європа/Африка; Килим(i)       |                                                                                               |                                                                                               |                                                                                               |                                                                                               |                                                                                               |
| Поразка | III                                                                                           | Парний розряд (with Бернардо Мота)                                                            | Італія                                                                                        | Массімо Бертоліні / Джорджо Галімберті                                                        | 3–6, 7–6(7–4), 3–6, 4–6                                                                       |
| ▲4–1; 4–6 квітня 2003; Complexo Municipal de Ténis, Мая, Португалія; Перший раунд Групи II зони Європа/Африка; ґрунт                    |                                                                                               |                                                                                               |                                                                                               |                                                                                               |                                                                                               |
| Перемога | IV                                                                                            | Одиночний розряд (Матч без турнірного значення)                                               | Монако                                                                                        | Гійом Куяр                                                                                    | 7–5, 6–7(7–9), 7–6(7–2)                                                                       |
| ▼0–5; 11–13 липня 2003; Westridge Park, Дурбан, ПАР; Чвертьфінал Групи II зони Європа/Африка; Тверде                                    |                                                                                               |                                                                                               |                                                                                               |                                                                                               |                                                                                               |
| Поразка | I                                                                                             | Одиночний розряд                                                                              | Південна Африка                                                                               | Рік де Вуст                                                                                   | 6–7(3–7), 1–6, 4–6                                                                            |